# Magomied Szaripow
Magomied Magomiedowicz Szaripow (ros. Магомед Магомедович Шарипов; ur. 6 sierpnia 2002) – rosyjski, a od 2022 roku bahrajński zapaśnik, dagestańskiego pochodzenia, walczący w stylu wolnym. Zajął piąte miejsce na mistrzostwach świata w 2023 roku. 
Piąty na igrzyskach azjatyckich w 2022. Brązowy medalista mistrzostw Azji w 2023 i 2024. Mistrz arabski w 2022. Trzeci na mistrzostwach Rosji w 2022 roku.